# Lactància

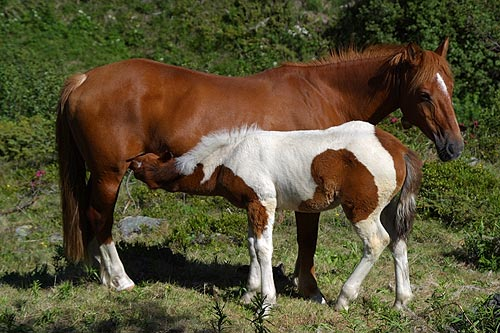
Euga alletant un pollí.

La lactància o alletament és el mode d'alimentació de les cries de mamífers, i que els dona el nom científic (Mammalia). A diferència d'altres classes d'animals, en què els adults no cuiden de les cries (com generalment ocorre en els rèptils) o en què les cries són alimentades amb aliments normals (com els ocells), les femelles de mamífers tenen mamelles, que utilitzen per produir un aliment essencial pel creixement, la llet. Amb el naixement de les cries, les mamelles comencen a produir llet, amb la qual les cries són alimentades fins que són capaces de menjar i digerir aliments normals. A mesura que les cries deixen de xuclar llet materna, les mamelles també deixen de produir-ne.

## Beneficis

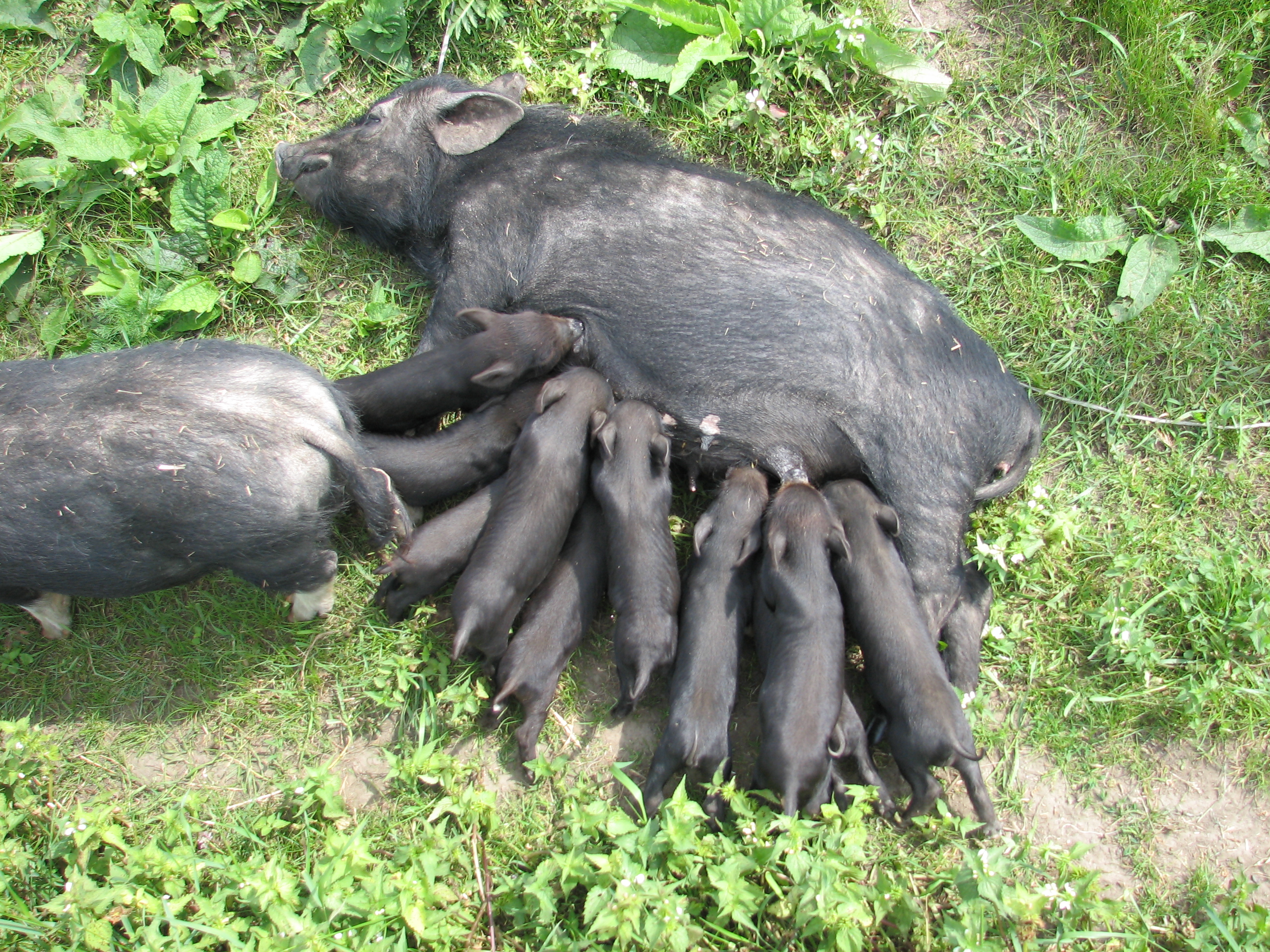
Una truja que alleta els seus garrins.

La llet materna no precisa preparació, sempre està a punt per prendre en qualsevol moment, en qualsevol lloc i a temperatura òptima i sense haver d'esterilitzar-la. La llet materna no té cap cost econòmic. És natural i ecològica: no pol·lueix, no produeix residus, no embruta, no necessita energia combustible per a la seva obtenció. La lactància estableix una relació íntima entre la mare i el fill.
La llet materna és la més completa. S'ha comprovat que la llet materna aporta tots els nutrients necessaris i un perfecte equilibri per al desenvolupament correcte de la criatura. La llet materna aporta al nadó: anticossos, enzims digestius, greixos, hidrats de carboni, minerals, proteïnes, vitamines i hormones, concentrats de tal manera que òrgans com el cor i el ronyó no presenten càrrega extra d'activitat, com ocorre amb el nen que s'alimenta amb un altre tipus de llet.
La lactància materna protegeix de malalties infeccioses, i a la vegada enforteix el sistema immunològic, cosa que no passa amb la llet maternitzada.
La mare recupera la figura abans, ja que per produir llet cal gastar l'energia que estava emmagatzemada en forma de greix. Disminueix el risc d'anèmia; mentre dona el pit no hi ha menstruació, amb la qual cosa es perd menys ferro. Disminueix el risc de càncer de mama. Facilita la contracció de l'úter per recuperar la seva mida durant el postpart.
Per acabar, l'alletament és més econòmic que la llet de fórmula o altres alternatives.

## Funcionament del pit
La llet no es troba emmagatzemada al pit, és la succió del bebè la que estimula la producció de llet. La producció de llet es va adaptant a la demanda del nadó; com més en demana, més se'n fabrica. Perquè se'n fabriqui adequadament, la mare no ha d'estar estressada ni preocupada per si té o no prou llet.
Els encarregats de produir llet són els alvèols mamaris, que són uns globus minúsculs situats a l'interior de les mames. Després del part ja reben l'ordre de posar-se a treballar, o sigui de produir llet. La prolactina és l'hormona que els estimula i provoca la gran pujada de la llet. La quantitat de llet no depèn de la grandària del pit, sinó que depèn de les vegades que doni el pit.
El nadó, a la mitja hora de néixer, té una capacitat de succió màxima i un reflex de recerca intens que estimularà la secreció de llet. Si no es col·loqués el nadó davant del pit perquè el succionés, deixaria de funcionar la producció de llet, però la succió provoca nous augments de prolactina, i mentre el nen o nena continuï mamant, es pot mantenir la producció de llet.
Tot i així, cal ajudar-lo. S'ha d'introduir el mugró completament a la boca del nadó, perquè pugui esprémer el pit alhora que el xucla. D'aquesta manera també el pot estimular sense agredir-lo.
El problema de manca de secreció làctia s'anomena hipogalàctia i l'excés de quantitat de llet o de temps d'alletament s'anomena hiperlactació.

## Alimentació de la mare a la lactància dels humans

Símbol de la lactància materna

La femella humana augmenta les seves necessitats calòriques amb l'alletament, tot i això no cal que mengi per sobre de la seva fam, tampoc no és el millor moment per a fer una dieta aprimant. Ha de beure segons la seva sed i no és necessari augmentar la ingesta d'aigua. Pot mirar d'augmentar la ingesta de fibra per evitar problemes de restrenyiment. Pot prendre més aliments rics en calci. No ha de fumar ni beure alcohol, que són tòxics per al nadó. Hauria d'evitar o restringir al mínim la cafeïna (cafè, begudes de cola, etc.), que irrita el nadó. No tots els medicaments són compatibles amb la lactància materna, per això s'han de consultar fonts fiables que confirmin la compatibilitat, com www.e-lactancia.org, on s'estableix el nivell de perillositat que podria tenir un medicament amb relació a la lactància materna.
No hi ha estudis científics que demostrin que els aliments que pugui prendre la mare canviïn el gust de la llet que produeix ni tampoc que puguin augmentar la producció de llet materna.
L'Associació Espanyola de Pediatria recomana que les dones que alletin als seus fills prenguin sal iodada, no menjar excessiu peix gran (com la tonyina, també en conserves), evitar menjar caps de gambes, llagostins, etc., evitar el consum de fetge o derivats, evitar el consum de cafè i infusions.
L'OMS recomana com a imprescindible la lactància materna exclusiva durant els sis primers mesos de vida. L'Acadèmia Americana de Pediatria (AAP) recomana mantenir la lactància com a mínim durant el primer any introduint alimentació complementària des dels sis mesos. Segons l'OMS, hauria de mantenir-se la lactància materna com a mínim els dos primers anys de vida, i continuar a partir d'aquesta edat, fins que el nen o la mare vulguin, sense que hi hagi un temps límit. En alguns casos, quan s'ha deixat el nen tastar altres aliments quan ell vol, s'han descrit lactàncies exclusives durant més d'un any, sense que s'hagin observat trastorns en la salut de la mare ni del lactant. De fet, els últims estudis sobre la llet materna demostren que a partir de l'any aquesta es torna més rica en greixos i altres nutrients, complementant així de manera òptima la dieta cada vegada més diversificada dels nens a partir d'aquesta edat.
Quan la dona que alleta no és la mare biològica del nadó, s'anomena dida.